# Río Itni
El río Itni, también conocido como río Itne, es un río que atraviesa gran parte de la provincia oeste de Nueva Bretaña de norte a sur, en Papúa Nueva Guinea. Se extiende desde el centro de la isla hasta el cabo Bushing, al oeste de Arawe. Durante la campaña de Nueva Bretaña, el general Julian Cunningham envió una patrulla de infantería en dos LCVPs para investigar su área.